# Kostel San Luigi dei Francesi
Kostel San Luigi dei Francesi (italsky Chiesa di San Luigi dei Francesi; latinsky: Sancti Ludovici Francorum de Urbe) je římskokatolický kostel svatého Ludvíka v Římě, na Piazza San Luigi dei Francesi, ve čtvrti Rione Sant'Eustachio, v blízkosti Piazza Navona. Od roku 1967 patří mezi titulární kostely kardinálů.

## Historie
Když Saracéni v roce 898 severně od Říma vyplenili opatství francouzských benediktinů Farfa, uprchli řeholníci do této lokality. Část z nich zde zůstala až do roku 1518, kdy kardinál Julio de Julián Medici (pozdější papež Klement VII.) zadal francouzskému architektu Jeanu de Chenevière objednávku na centrální kostel. Pozemek darovala kardinálova neteř, francouzská královna Kateřina Medicejská. Kostel zůstal po vyplenění Říma roku 1527 rozestavěný.
Jeho projekt upravil a doplnil o vlastní fasádu Giacomo della Porta a v letech 1570 až 1589 jej dostavěl Domenico Fontana za asistence svého synovce Carla Maderny. Interiér adaptoval roku 1764 francouzský architekt Antoine Dérizet s využitím soch a maleb francouzských umělců.
Je to francouzský národní kostel, sloužil obyvatelům francouzské komunity v Římě a celým patrociniem byl zasvěcen Panně Marii, Dionýsiu Areopagitovi a Ludvíku IX.

## Architektura
Kostel má dvoustupňovou a pětiosou fasádu, svisle členěnou trojicemi odstupněných pilastrů, ve čtyřech nikách jsou vloženy sochy: v přízemí králů Karla Velikého a svatého Ludvíka a v patře sochy francouzských královen svaté Klotildy a Johany z Valois. Na bohatě profilovanou římsu nasedá trojúhelný štít s francouzským královským erbem v kartuši nesené dvěma andílky.
Chrám je pětilodní bazilika s 10 kaplemi, jejichž oltáře jsou orientovány na sever a na jih, s emporami nad postranními loděmi, s jižní královskou oratoří, otevřenou balkónem do apsidy. Prostor je dále osvětlený dvěma kupolemi, hlavní loď je sklenutá valenými stlačenými klenbami s pasy. Na jihovýchodní straně k chrámu přiléhá sakristie a barokní budova hospicu, původně ubytovna a nemocnice pro francouzské poutníky v Římě. Hospic má v portiku bustu Krista, údajně s portrétními rysy Césare Borgii.

## Interiér

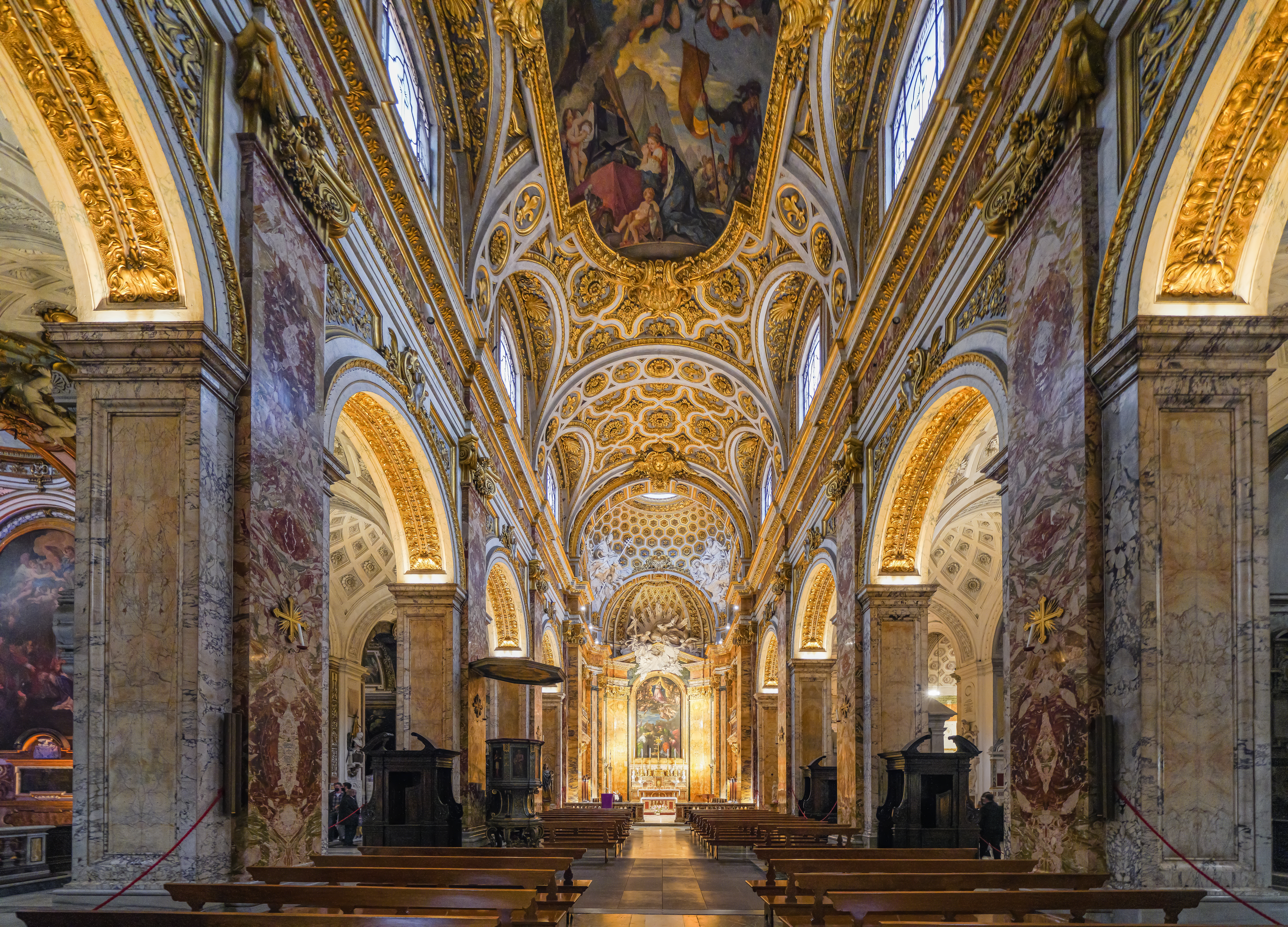
Interiér

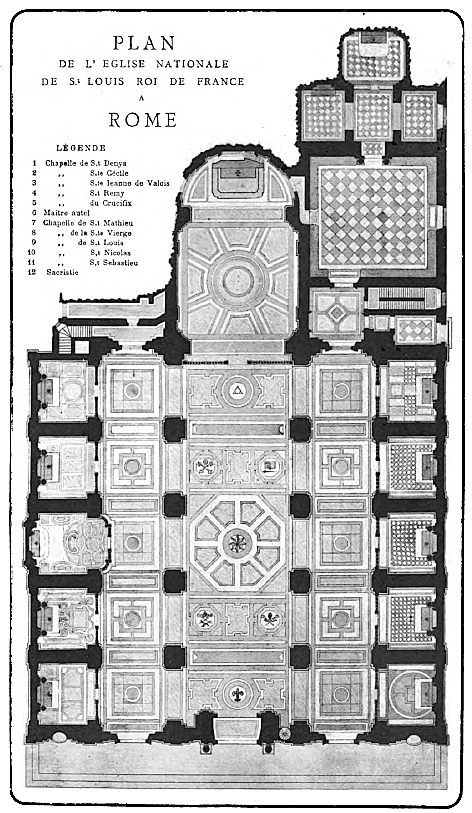
Půdorys kostela, sakristie a hospice

- Freska na klenbě hlavní lodi: Apoteóza sv. Ludvíka: světec s alegoriemi Víry, Naděje a Lásky a sv. Karlem Velikým (s císařskou korunou) pokleká před Nejsvětější Trojicí, dole truchlící francouzská královna - vdova a dva sirotci. Namaloval ji francouzský malíř Charles-Joseph Natoire při svém druhém římském pobytu v letech 1754-1756.
- V kupoli nad křížením: ve cviklech barokní sochy čtyř církevních učitelů Západu.
- Na hlavním oltáři obraz Nanebevzetí Panny Marie, namaloval Francesco Bassano mladší roku 1578.
- Kaple Contarelli (severně/vlevo od hlavního oltáře):
- tři oltářní obrazy scén ze života apoštola Matouše: 1. Povolání sv. Matouše mezi apoštoly, 2. Matoušova inspirace (anděl mu radí při psaní evangelia), 3. Umučení sv. Matouše: první chrámové obrazy Michelangela da Caravaggio z let 1597–1602, s typickými světelnými efekty, nejslavnější obrazy z celého kostela; fresku Umučení sv. Matouše v téže kapli namaloval Girolamo Muziano (1592).
- Kaple Narození Páně: oltářní obraz Adorace Páně namaloval anonymní malíř Caravaggiovy školy.
- Kaple sv. Ludvíka vestavbu v letech 1671–1680 navrhla a dozorovala Plautilla Bricci, která také namalovala oltářní obraz Svatý Ludvík IX. Francouzský mezi dějinami a vírou (1676–80).[1]
- Poletova kaple(kaple sv. Cecílie): Guido Reni: Extáze sv. Cecílie mezi sv. Pavlem, Janem Evangelistou, Augustinem a Marií Magdalénou; Domenichino: freska Smrt sv. Cecílie (1614); ostatní obrazy jsou přemalované v 18.-19. století.

## Hroby a náhrobky
- Claude Gellée řečený Lorrain (francouzský malíř † 1682), klasicistní sousoší múzy s bustou malíře bylo na jeho hrob doplněno roku 1836.
- Kardinál François Joachim de Pierre de Bernis, velvyslanec králů Ludvíka XV. a Ludvíka XVI.
- Frédéric Bastiat - francouzský ekonom a politik
- V kaplích je kolem stovky náhrobků a pamětních desek Francouzů 16.–20. století, zemřelých v Římě nebo na italských bojištích.

## Varhany a varhaníci
Chrám měl od počátku slavný sbor a orchestr, vedený významnými hudebníky, mezi prvními byl francouzský skladatel Giovanni de Macque. Varhaníkem zde byl v letech 1633-1635 a opět 1643-1647 hudební skladatel Luigi Rossi a po něm v letech 1653-1665 Ercole Bernabei. Antonio Maria Abbatini zde působil jako kapelník a sbormistr. Nynější varhany jsou třetí v pořadí a zhotovil je francouzský varhaník Joseph Merklin roku 1880. V podkruchtí vlevo od vchodu stojí socha Jany z Arku ve zbroji a s praporem.

## Galerie

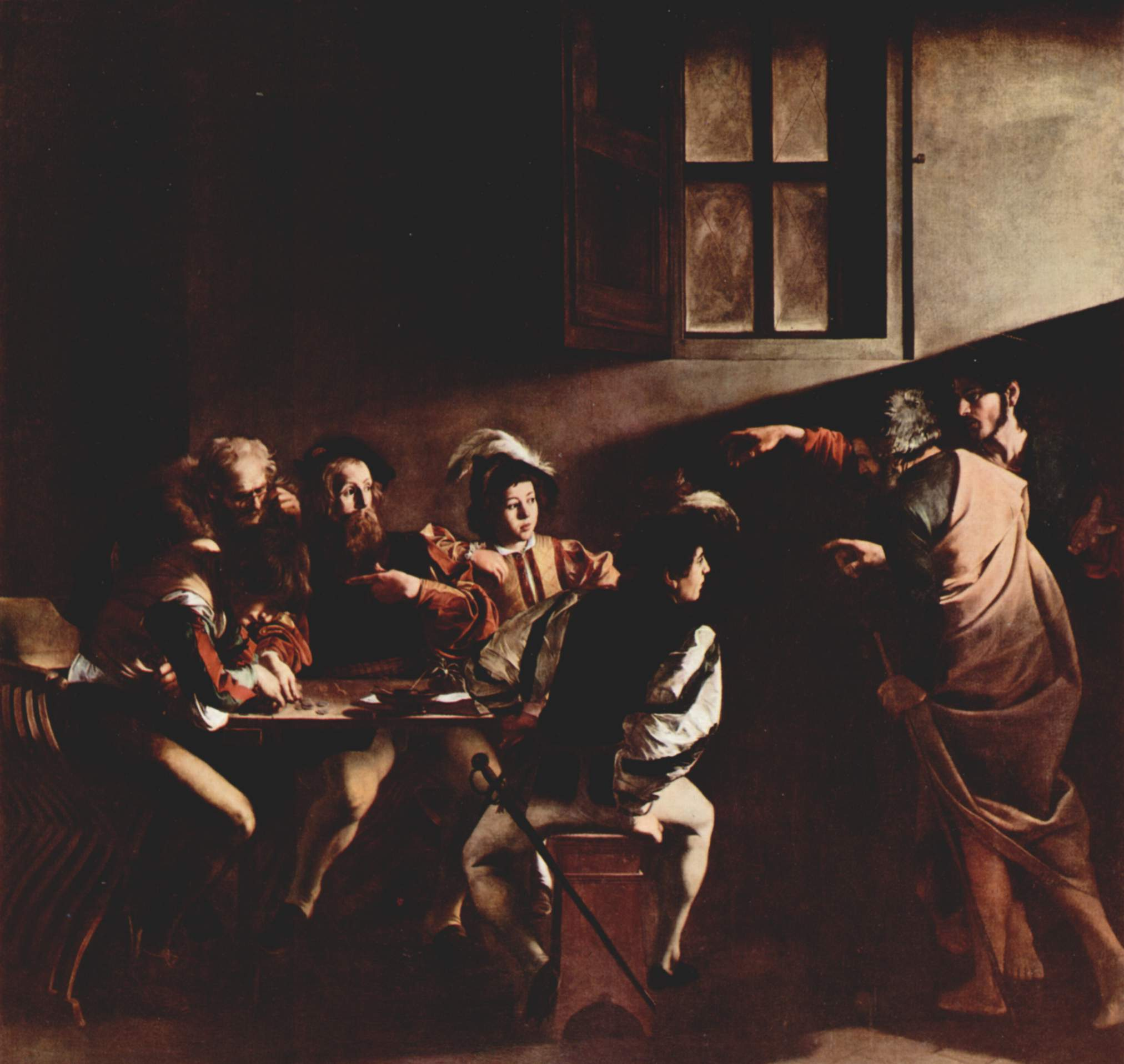
Povolání apoštola Matouše
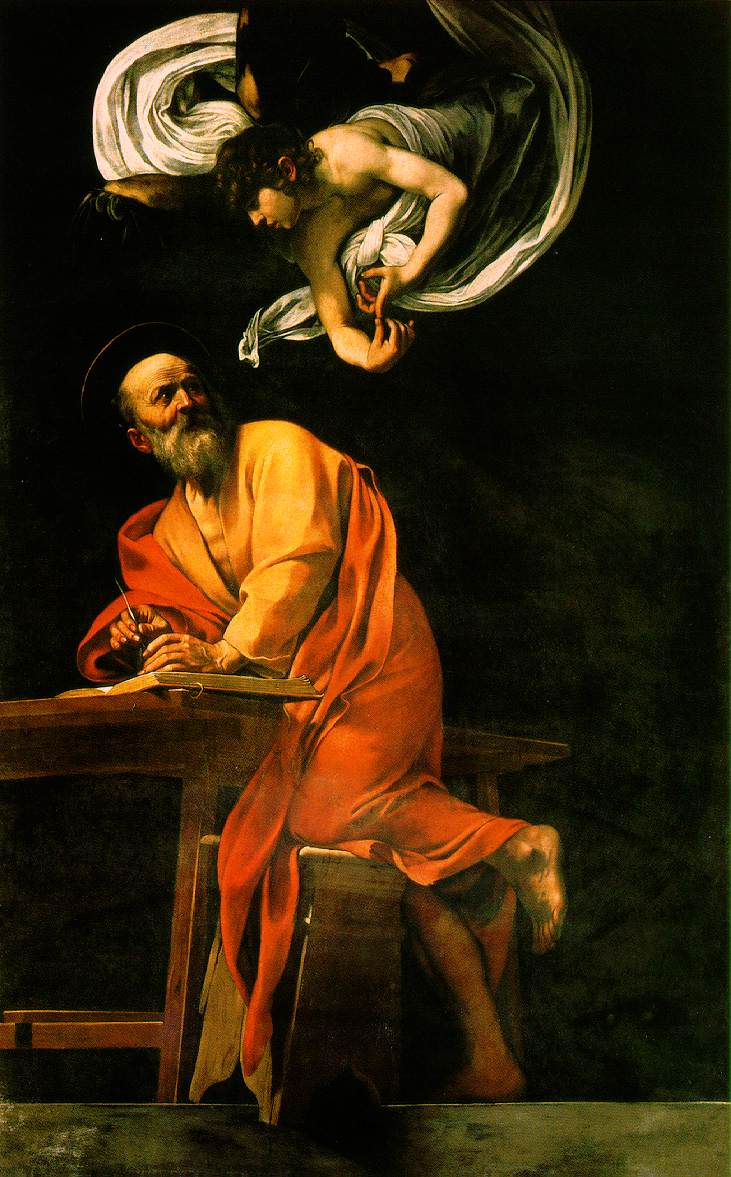
Inspirace apoštola Matouše
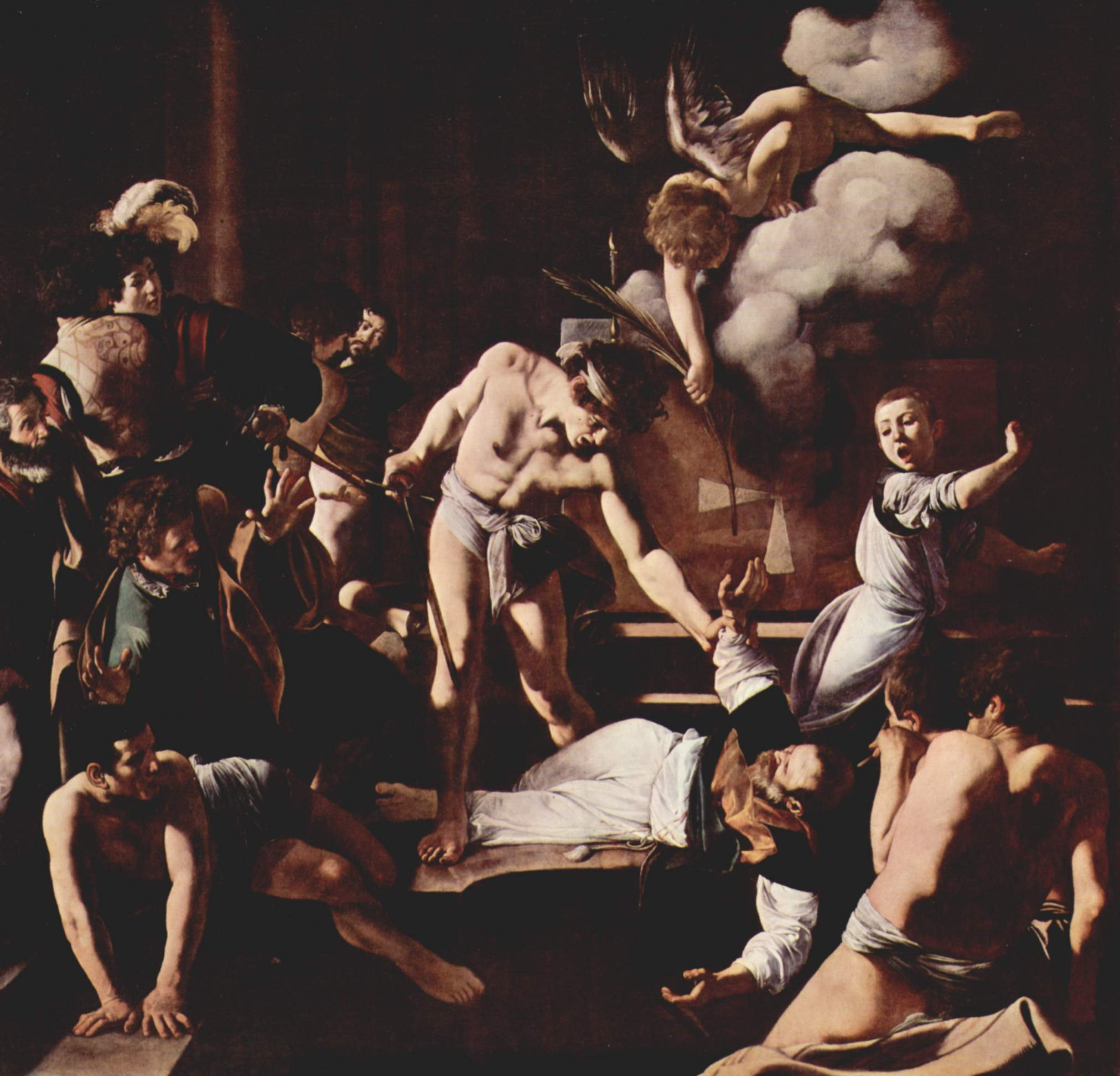
Umučení apoštola Matouše
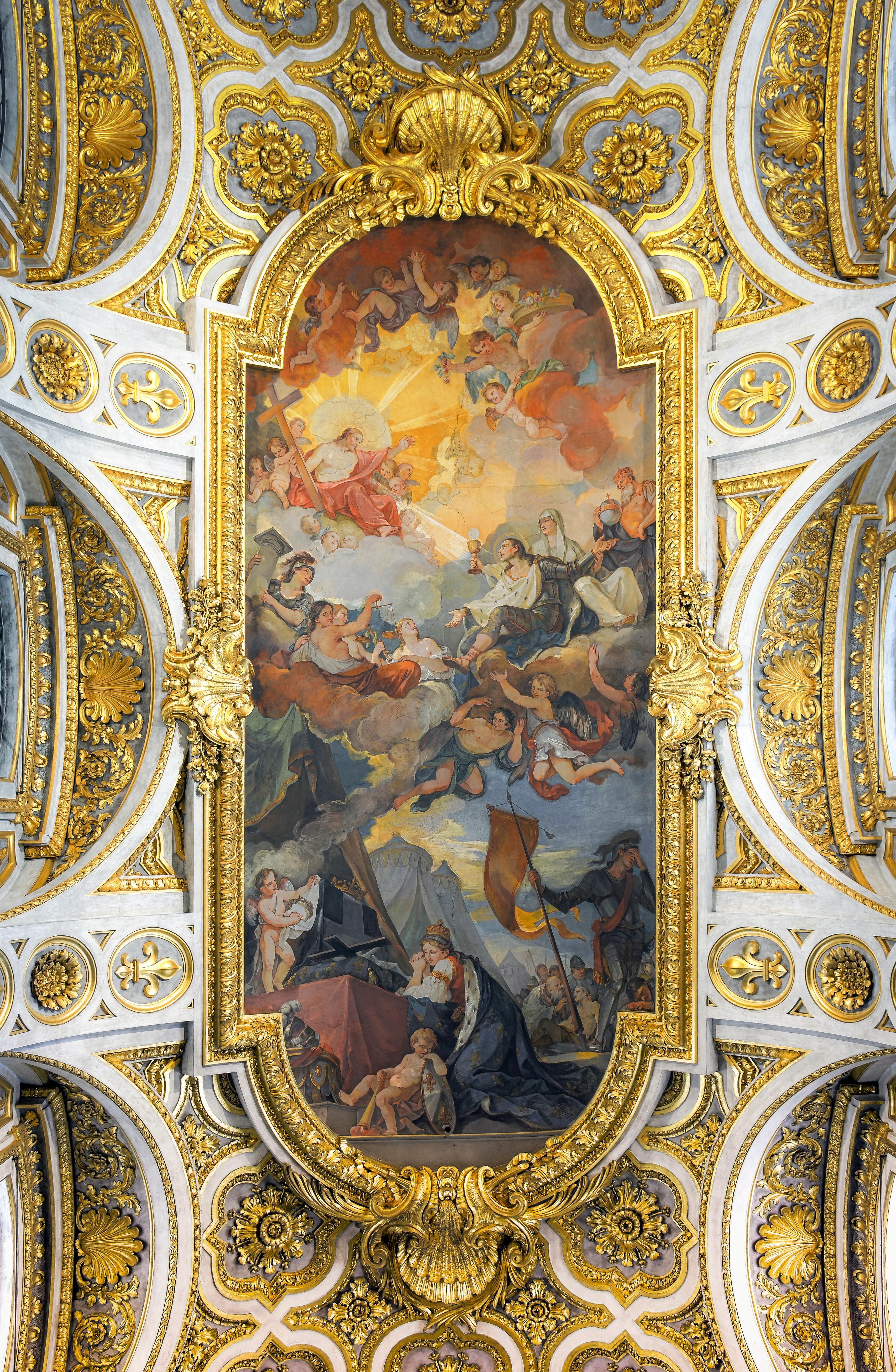
Apoteóza sv. Ludvíka na klenbě
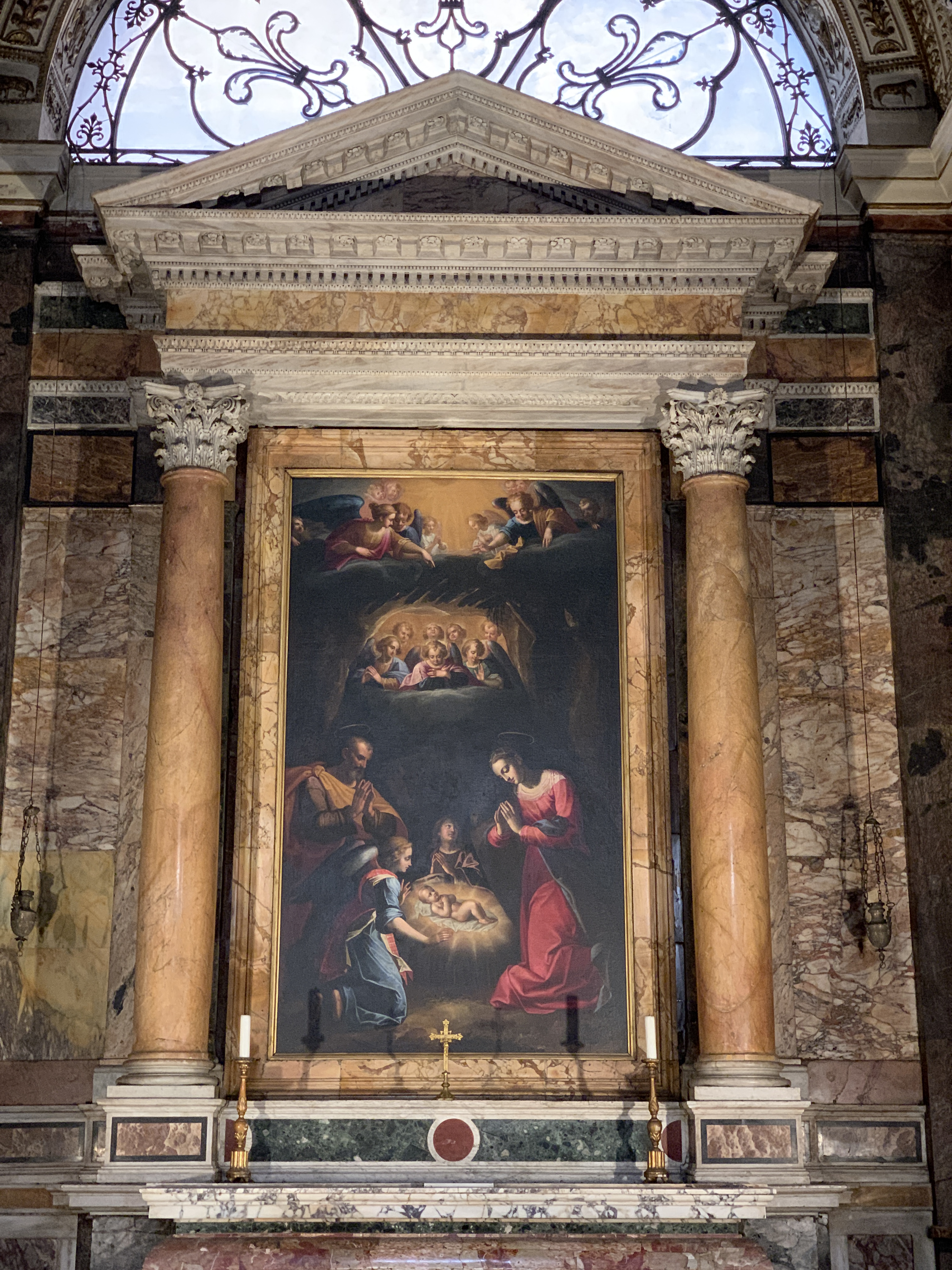
Adorace Páně
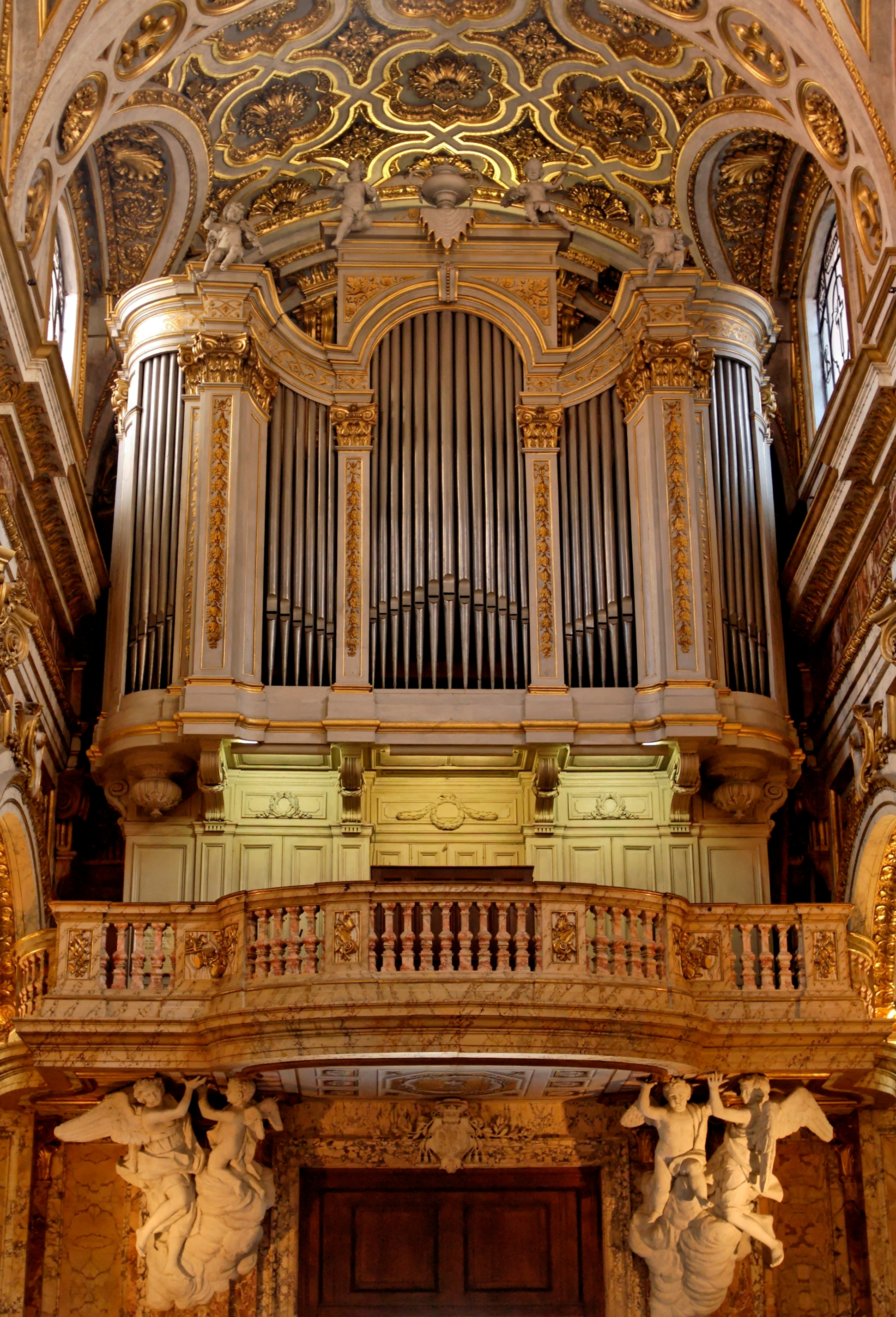
Varhany